# Pueblos indígenas de Colombia

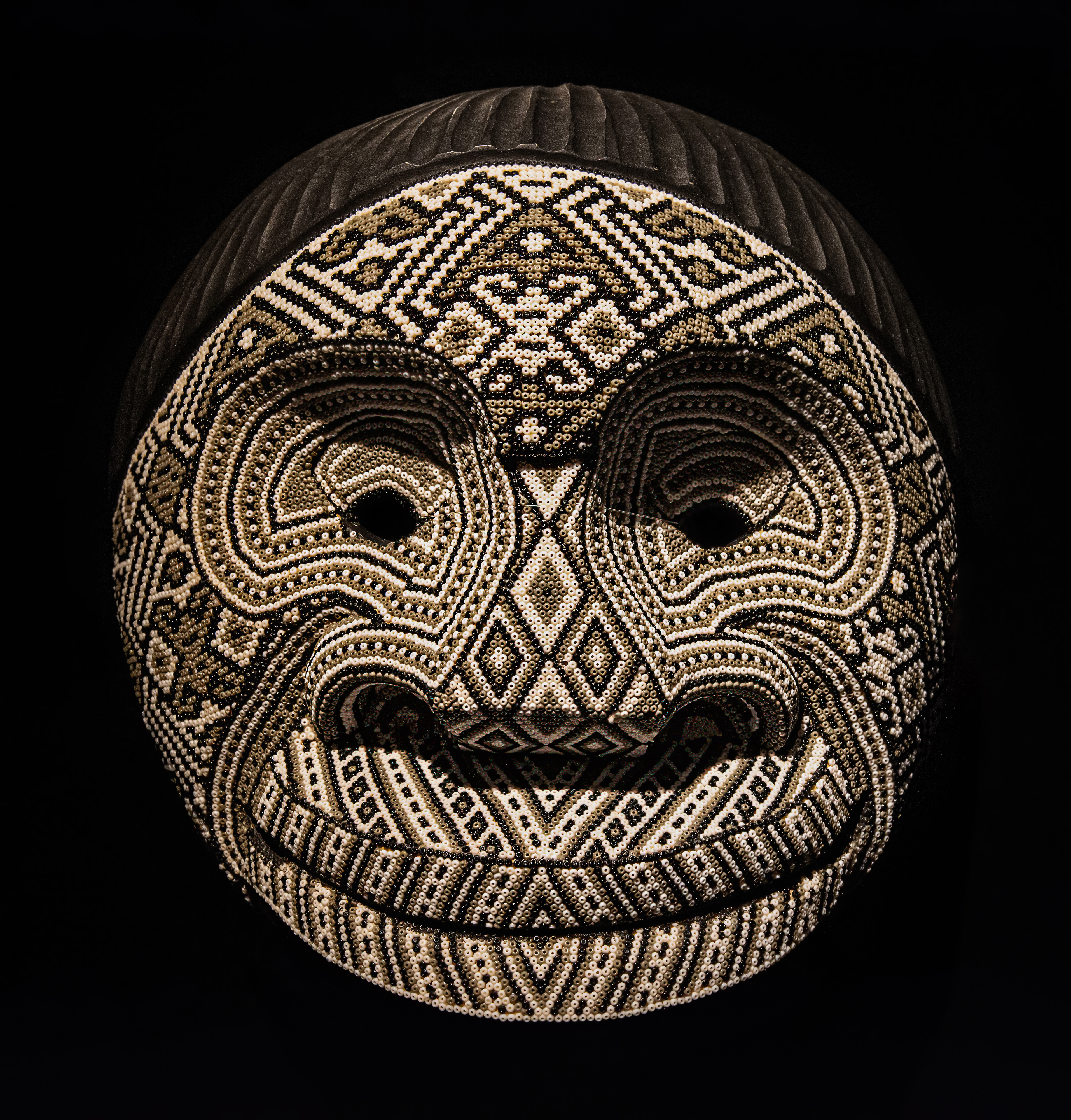
Máscara ritual del pueblo Kamsá.

La población indígena de Colombia según el censo de 2018 era de 1 905 617 personas, que representaban el 4,4% de la población Nacional. Aproximadamente el 58.3% del total de la población indígena registrada habita en 717 resguardos de propiedad colectiva. Las estimaciones sobre el número de Colombianos indígenas varían. Según el censo colombiano de 2018, el 4,4% de la población se identificó como indígena o alrededor de 1.900.000 personas. Sin embargo, en un estudio de Latinobarómetro, el 9,5% de los colombianos se identifican como indígenas, o alrededor de 5.000.000 personas. Esto significa que Colombia tiene el séptimo porcentaje más alto de indígenas en América por detrás de Bolivia, Chile, Ecuador, Guatemala, Perú y Panamá. La proporción de indígenas en Colombia ha estado creciendo desde un mínimo de 1965, donde se estimó que solo el 1% de los colombianos eran indígenas.
El Departamento Administrativo Nacional de Estadística reconoce la existencia de 115 etnias indígenas.

## Historia de la población
En la era precolombina, se estimó que la población total de Colombia estaba cerca de 6 millones de personas. Sin embargo, después de la conquista española, la población de Colombia se redujo a solo 750 miles de personas, en las que los pueblos nativos constituían el 80 % de la población con 600 mil personas. Esto disminuiría después de la independencia cuando la población creció a 1,327 millones, dónde los nativos representaban el 53 % de la población o 700 mil de personas. En el censo de 1912, la población nativa representaba el 6,3% de la población, frente al 13,8% informado en 1851, que luego se redujo al 1% en el censo de 1993. Sin embargo, debido al mayor reconocimiento por parte del gobierno, el porcentaje de indígenas registrados creció del 1% al 3,4% en el censo de 2005, y luego al 4,3% en el censo de 2018.  Este declive demográfico puede explicarse por las políticas liberales implementadas por las nuevas élites republicanas, que intentaron abolir la propiedad colectiva indígena de la tierra previamente reconocida por la Monarquía Española y obligaron a los nativos a asimilarse a la cultura nacional. A partir de 2023, la población total de Colombia ha crecido significativamente a alrededor de 52 millones de personas, en las que se estima que los nativos de pura sangre representan alrededor del 10 % de la población con 5,2 millones de personas, la razón del aumento se debe a la mayor conciencia entre los colombianos sobre su identidad indígena y a la constitución de 1991, que otorgó más derechos legales a las comunidades indígenas. A pesar de la reducción en el porcentaje de la población total, los nativos representan una gran parte de la ascendencia genética de los colombianos. Un estudio de Rojas et al determina que el colombiano promedio (de todas las razas) tiene una mezcla de 47 % amerindio, 42 % europeo y 11 % africano. Con el ADN nativo el que más contribuye en este estudio.
| Colombianos indígenas 1600-2023 | Colombianos indígenas 1600-2023 | Colombianos indígenas 1600-2023 | Colombianos indígenas 1600-2023 | Colombianos indígenas 1600-2023 | Colombianos indígenas 1600-2023 | Colombianos indígenas 1600-2023 | Colombianos indígenas 1600-2023 |
| Año                             | Población                       | % de Colombia                   |                                 |                                 |                                 |                                 |                                 |
| ------------------------------- | ------------------------------- | ------------------------------- | ------------------------------- | ------------------------------- | ------------------------------- | ------------------------------- | ------------------------------- |
| 1600                            | 600.000                         | 80%                             |                                 |                                 |                                 |                                 |                                 |
| 1825                            | 700.000                         | 53%                             |                                 |                                 |                                 |                                 |                                 |
| 1852                            | 421.000                         | 17,8%                           |                                 |                                 |                                 |                                 |                                 |
| 1912                            | 344.198                         | 6,79%                           |                                 |                                 |                                 |                                 |                                 |
| 1918                            | 158.428                         | 2,71%                           |                                 |                                 |                                 |                                 |                                 |
| 1938                            | 100.422                         | 1,15%                           |                                 |                                 |                                 |                                 |                                 |
| 1951                            | 157.791                         | 1,37%                           |                                 |                                 |                                 |                                 |                                 |
| 1964                            | 119.180                         | 0,68%                           |                                 |                                 |                                 |                                 |                                 |
| 1973                            | 383.629                         | 1,86%                           |                                 |                                 |                                 |                                 |                                 |
| 1985                            | 237.759                         | 0,79%                           |                                 |                                 |                                 |                                 |                                 |
| 1993                            | 532.233                         | 1,61%                           |                                 |                                 |                                 |                                 |                                 |
| 2005                            | 1.392.623                       | 3,40 %                          |                                 |                                 |                                 |                                 |                                 |
| 2018                            | 1.905.617                       | 4,31 %                          |                                 |                                 |                                 |                                 |                                 |
| 2023 (Estimación)               | c. 5.200.000                    | 10 %                            |                                 |                                 |                                 |                                 |                                 |
| Fuente: censo colombiano        |                                 |                                 |                                 |                                 |                                 |                                 |                                 |

## Lenguas

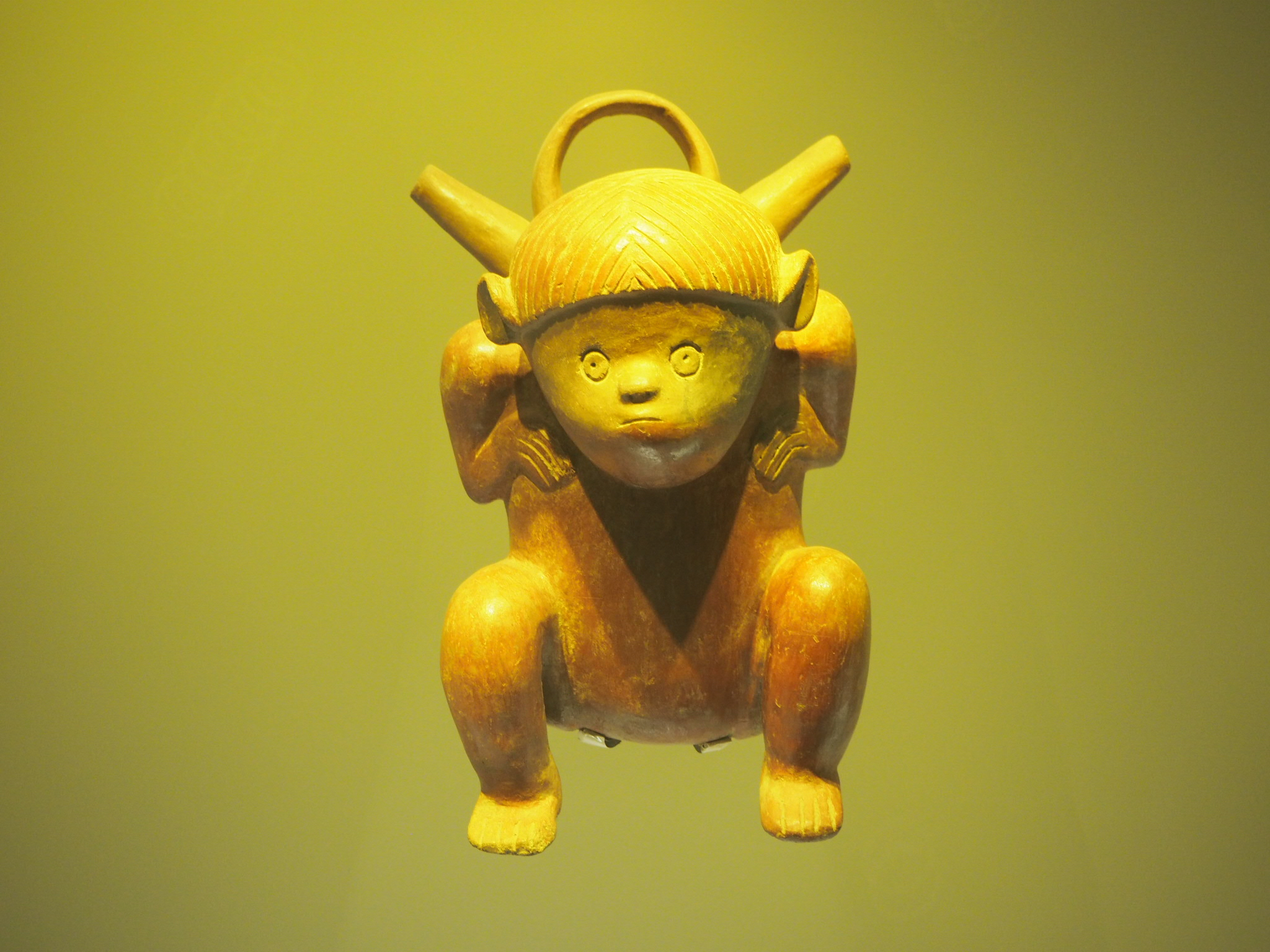
Arte indígena colombiano.

De acuerdo con la Constitución de 1991, las lenguas indígenas son oficiales en sus territorios. En el país se hablan 65 lenguas amerindias y una diversidad de dialectos que se agrupan en 13 familias lingüísticas.
Subsisten lenguas de las familias chibcha; caribe (yukpa, carijona); arawak (wayuunaiki, kurripako, piapoco, yukuna); barbacoa (awá, guambiano); chocó (embera, wounaan); guahibo (sikuani, cuiba, hitnü, iguanito, guayabero), tucano (desano, siriano, tucano, piratapuyo, cubeo, tanimuca, coreguaje, siona), macú-puinave (nukak, jupda, puinave), witoto-bora y sáliba. Los ingas hablan quichua. Otras lenguas son consideradas hasta ahora como independientes, como las de los ticuna, andoke, umbrá y kamentsa. Se discute si el nasa yuwe es independiente o se relaciona con la familia barbacoa, la chibcha o las lenguas andinas.
Algunos pueblos indígenas como los pijao, mocaná, kankuamo y pastos, ya no hablan su idioma original y solamente usan el castellano.

## Lista de pueblos indígenas

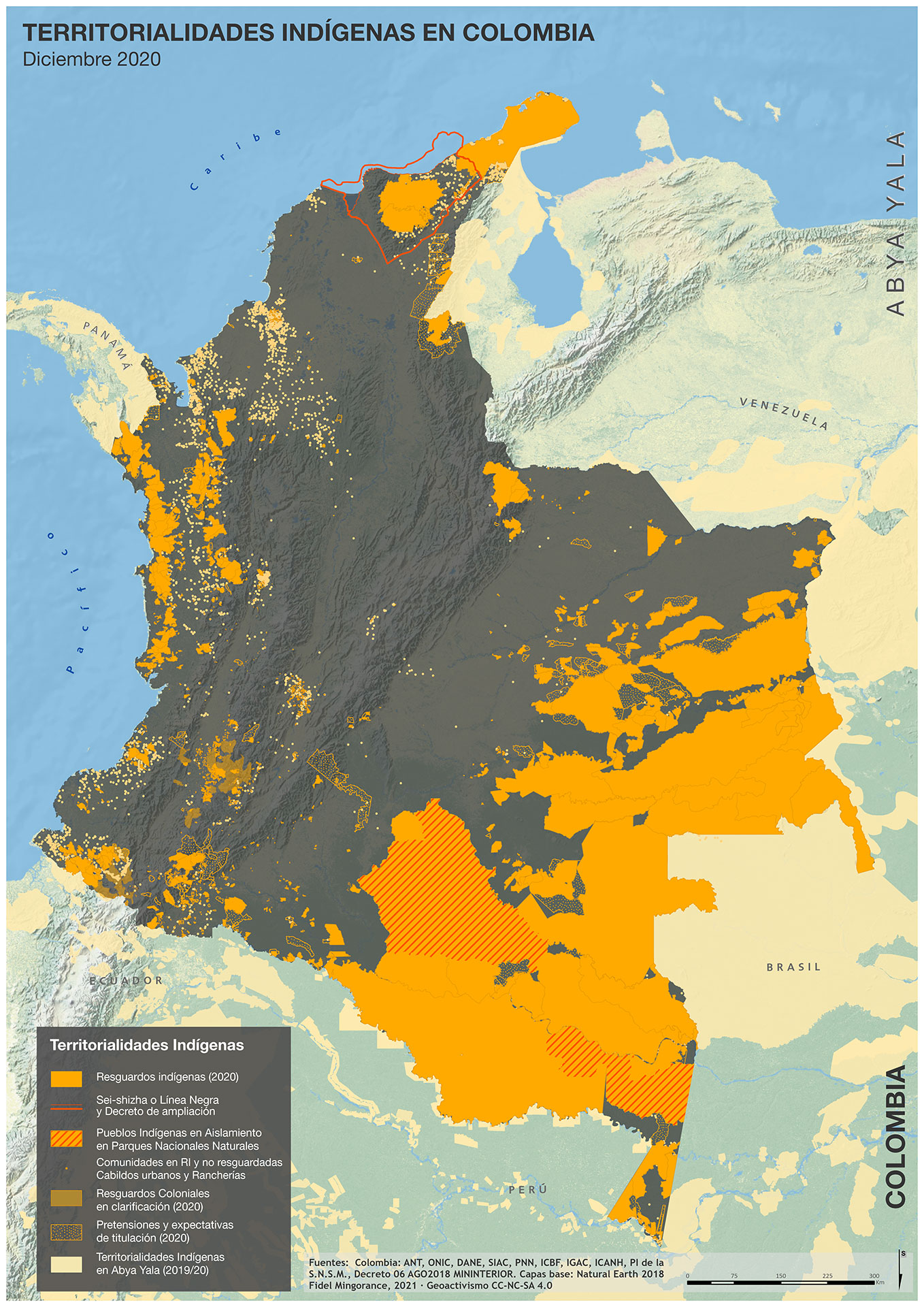
Territorios indígenas (o resguardos) dentro de Colombia, representados en anaranjado (actualización en 2020).

La siguiente una lista de los 115 pueblos indígenas reconocidos en el censo de 2024
.
| Pueblo                           | Nombre alterno                              | Lengua                     | Familia lingüística         | Población (2018) | Distribución                             |
| -------------------------------- | ------------------------------------------- | -------------------------- | --------------------------- | ---------------- | ---------------------------------------- |
| Wayuu                            | Goajiro, Guajiro                            | Wayuunaiki                 | Arawak                      | 380 460          | La Guajira                               |
| Zenú                             | Sinú, Zenú                                  | Castellano, Zenú           | Indoeuropea, Chocó          | 307 091          | Córdoba · Sucre · Bolívar                |
| Nasa                             | Páez                                        | Nasa yuwe                  | No clasificada              | 243 176          | Cauca · Valle del Cauca · Putumayo       |
| Pasto                            | -                                           | Castellano, Pasto(†)       | Indoeuropea, Barbacoana     | 163 873          | Nariño                                   |
| Emberá Chamí                     | Chamí                                       | Chamí                      | Chocó                       | 77 714           | Risaralda · Caldas · Antioquia · Quindío |
| Emberá                           | Chocó, Êbêra                                | Emberá                     | Chocó                       | 56 504           | Chocó · Risaralda · Caldas               |
| Sikuani                          | Guahibo, Hiwi, Jive                         | Sikuani                    | Guahiba                     | 52 361           | Vichada · Meta                           |
| Coyaima                          | Natagaima, Pijao                            | Castellano, Pijao(†)       | Indoeuropea, Aislada        | 51 635           | Tolima                                   |
| Emberá Katío                     | Catío, Eyabida                              | Katío                      | Chocó                       | 48 117           | Antioquia · Chocó · Córdoba              |
| Awá                              | Cuaiquer, Kwaiker                           | Awá pit                    | Barbacoana                  | 44 516           | Nariño · Putumayo                        |
| Mokaná                           | -                                           | Castellano, Mokaná(†)      | Indoeuropea, No clasificada | 37 009           | Atlántico                                |
| Yanacona                         | Yanakuna                                    | Castellano                 | Indoeuropea                 | 34 897           | Cauca                                    |
| Arhuaco                          | Aruaco, Bintucua, Ica                       | Arhuaco                    | Chibcha                     | 34 711           | Cesar · Magdalena                        |
| Guambiano                        | Misak                                       | Guambiano                  | Barbacoana                  | 21 713           | Cauca                                    |
| Inga                             | Ingano, Inka                                | Inga Kichwa                | Quechua                     | 19 561           | Putumayo · Nariño                        |
| Arzario                          | Sanjá, Wiwa                                 | Dumuna                     | Chibcha                     | 18 202           | La Guajira · Cesar                       |
| Coconuco                         | -                                           | Coconuco                   | Barbacoana                  | 18 135           | Cauca                                    |
| Kankuamo                         | Kankuaka, Kankuané, Kankui                  | Castellano, Kankui(†)      | Indoeuropea, Chibcha        | 16 986           | Cesar                                    |
| Kogui                            | Kággabba                                    | Kogui                      | Chibcha                     | 15 820           | La Guajira · Cesar · Magdalena           |
| Waunan                           | Chanco, Noanamá                             | Waunan                     | Chocó                       | 14 825           | Chocó · Valle del Cauca                  |
| Tzase                            | Enaguas, Piapoco, Wenaiwika                 | Tzase                      | Arawak                      | 14 461           | Guainía · Meta · Vichada                 |
| Kubeo                            | Cobewa, Hipnwa, Kaniwa, Paniwa              | Kubeo                      | Tucana                      | 14 074           | Vaupés · Guaviare                        |
| Tikuna                           | Ticuna, Tukuna                              | Tikuna                     | Aislada                     | 13 842           | Amazonas                                 |
| Kurripako                        | Baniwá, Wakuenaí                            | Kurripako                  | Arawak                      | 11 946           | Guainía · Vaupés                         |
| Uitoto                           | Murui-Muinane, Witoto, Huitoto              | Uitoto                     | Bora-Uitoto                 | 14 142           | Amazonas · Putumayo · Caquetá            |
| Muisca                           | Chibcha, Muysca                             | Castellano, Muysccubun     | Indoeuropea, Chibcha        | 11 265           | Cundinamarca · Boyacá · Santander        |
| U'wa                             | Tunebo                                      | Uw cuwa                    | Chibcha                     | 10 649           | Boyacá · Arauca · Norte de Santander     |
| Puinave                          | Wãnsüjüt                                    | Puinave                    | Makú                        | 8 984            | Guainía · Guaviare                       |
| Totoró                           | -                                           | Totoró                     | Barbacoana                  | 8 916            | Cauca                                    |
| Kamëntsa                         | Kamsá, Sibundoy                             | Kamëntsa                   | Aislada                     | 7 521            | Putumayo                                 |
| Quillacinga                      | -                                           | Castellano, Quillacinga(†) | Indoeuropea, No clasificada | 7 333            | Nariño                                   |
| Eperara Siadipara                | Epená saija, Saija                          | Epérã pedée                | Chocó                       | 7 047            | Cauca · Nariño                           |
| Sáliba                           | Sáliva                                      | Sáliba                     | Sáliba                      | 4 783            | Casanare · Vichada                       |
| Embera Dobida                    | -                                           | Emberá                     | Chocó                       | 4 233            | Chocó                                    |
| Tucano                           | Dasea, Tukano, Ye'pá masa                   | Tucano                     | Tucano                      | 4 075            | Guaviare · Vaupés                        |
| Kizgó                            | Quizgó                                      | Guambiano                  | Barbacoana                  | 3 974            | Cauca                                    |
| Kichwa                           | Quechua, Quichua                            | Kichwa                     | Quechua                     | 3 688            | Putumayo · Valle del Cauca               |
| Desano                           | Desana, Mimí porá , Wirá                    | Desano                     | Tucana                      | 3 641            | Guaviare · Vaupés                        |
| Yupka                            | Motilón, Yupa                               | Yukpa ywonkʉ               | Caribe                      | 3 610            | Cesar                                    |
| Wanano                           | Decosirumara, Guanano, Kotíriâ              | Wanano                     | Tucana                      | 3 312            | Vaupés · Guaviare                        |
| Ambaló                           | -                                           | Guambiano                  | Barbacoana                  | 3 278            | Cauca                                    |
| Coreguaje                        | Koré pâín, Korébahü                         | Coreguaje                  | Tucana                      | 3 257            | Caquetá                                  |
| Cocama                           | Kokama                                      | Cocama                     | Tupí                        | 3 221            | Amazonas                                 |
| Barí                             | Dobocubi, Motilón                           | Barí ara                   | Chibcha                     | 3 018            | Norte de Santander                       |
| Guayabero                        | Cunimía, Jiw, Mítiwa, Mitúa                 | Guayabero                  | Guahiba                     | 2 960            | Guaviare · Meta                          |
| Tule                             | Dule, Gunadule, Kuna                        | Dulegaya                   | Chibcha                     | 2 610            | Antioquia · Chocó                        |
| Siona                            | Katucha-Pai                                 | Siona                      | Tucana                      | 2 599            | Putumayo                                 |
| Cañamomo                         | -                                           | Castellano                 | Indoeuropea                 | 2 225            | Caldas                                   |
| Amorúa                           | Mariposa, Siripu                            | Amorúa                     | Guahiba                     | 2 211            | Casanare                                 |
| Muinane                          | -                                           | Muinave                    | Bora-Uitoto                 | 2 113            | Amazonas · Putumayo                      |
| Makuna                           | Buhágana                                    | Makuna                     | Tucana                      | 1 962            | Amazonas · Vaupés                        |
| Kofán                            | A'i, Cofán                                  | Kofán                      | Aislada                     | 1 816            | Putumayo                                 |
| Macahuan                         | -                                           | Macahuan                   | Guahiba                     | 1 764            | Arauca                                   |
| Chimila                          | Ette ennaka                                 | Ette taara                 | Chibcha                     | 1 701            | Magdalena                                |
| Siriano                          | Selea, Sürá, Tubú                           | Siriano                    | Tucana                      | 1 658            | Vaupés                                   |
| Yukuna                           | Kamejeya, Yucuna                            | Yukuna                     | Arawak                      | 1 582            | Amazonas                                 |
| Tuyuka                           | Dojkapuara                                  | Tuyuka                     | Tucana                      | 1 467            | Vaupés                                   |
| Piaroa                           | De'arua, Wothuha                            | Piaroa                     | Sáliba                      | 1 127            | Guainía · Vichada                        |
| Piratapuyo                       | Wa'íkâná                                    | Piratapuyo                 | Tucana                      | 1 106            | Guaviare · Vaupés                        |
| Tatuyo                           | Juna, Pamoa, Tatutapuyo, Sina, Sura         | Tatuyo                     | Tucano                      | 1 091            | Vaupés                                   |
| Bora                             | Meamuyna                                    | Bora                       | Bora-Uitoto                 | 1 047            | Amazonas                                 |
| Carapana                         | Karapanã, Ucomaja                           | Carapana                   | Tucana                      | 1 040            | Vaupés                                   |
| Bara                             | Barasano del norte, Waimaja                 | Bara                       | Tucana                      | 1 004            | Vaupés                                   |
| Tanimuka                         | -                                           | Tanimuka                   | Tucana                      | 991              | Amazonas                                 |
| Yagua                            | Mishara, Nihamwo, Ñihamwo, Yahuna, Yihamwo, | Yagua                      | Peba-yagua                  | 984              | Amazonas                                 |
| Achagua                          | Achawa, Axagua                              | Achagua                    | Arawak                      | 980              | Meta · Casanare                          |
| Yurutí                           | Totsoca, Wadyana, Wadzana, Waikana          | Yuruti                     | Tucana                      | 969              | Vaupés                                   |
| Barasana                         | Barasano del sur, Parenoa                   | Barasano                   | Tucana                      | 905              | Amazonas · Vaupés                        |
| Kuiba                            | Wamonae                                     | Kuiba                      | Guahiba                     | 895              | Arauca · Casanare                        |
| Andoke                           | Andoque, Paasiaja                           | Andoke                     | Aislada                     | 820              | Caquetá · Amazonas                       |
| Kawiyarí                         | Kabiyarí, Kawiarí                           | Kawiyarí                   | Arawak                      | 809              | Amazonas · Vaupés                        |
| Miraña                           | Améjimínaa                                  | Miraña                     | Bora-Uitoto                 | 759              | Amazonas                                 |
| Nukak                            | Nükâk                                       | Nukak                      | Makú                        | 744              | Guaviare                                 |
| Matapí                           | Jupichiya, Upichia                          | Matapí                     | Tucana                      | 618              | Amazonas                                 |
| Dujo                             | Tama                                        | Castellano                 | Indoeuropea                 | 611              | Huila                                    |
| Yeral                            | Ñe'engatú                                   | Ñe'engatú                  | Tupí                        | 565              | Guainía                                  |
| Karijona                         | Huaque, Koto                                | Karijona                   | Caribe                      | 525              | Guaviare · Amazonas                      |
| Masiguare                        | Maibén                                      | Masiguare                  | Guahiba                     | 522              | Casanare                                 |
| Hitnü                            | Jitnu, Macaguane                            | Hitnü                      | Guahiba                     | 513              | Arauca                                   |
| Ocaina                           | Diokaya, Orebe                              | Ocaina                     | Bora-Uitoto                 | 412              | Amazonas                                 |
| Wipiwi                           | Wipijiwi, Waüpijiwi, Huupiw                 | Cuiba                      | Guahiba                     | 299              | Casanare                                 |
| Letuama                          | Ohañara, Opaima, Taniboka, Ufania           | Letuama                    | Tucana                      | 285              | Amazonas                                 |
| Nonuya                           | Nunuya                                      | Nonuya                     | Bora-Uitoto                 | 258              | Amazonas                                 |
| Andaquí                          | -                                           | Castellano, Andaquí(†)     | Indoeuropea, No clasificada | 248              | Caquetá · Cauca · Huila                  |
| Tariano                          | Retauarâ                                    | Tariano                    | Arawak                      | 210              | Amazonas · Vaupés                        |
| Guane                            | -                                           | Castellano, Guane(†)       | Indoeuropea, Chibcha        | 200              | Santander                                |
| Pisamira                         | Papiwa, Pasatapuyo, Wasina, Wasona          | Pisamira                   | Tucana                      | 196              | Vaupés                                   |
| Baniva                           | Baniwa                                      | Karu                       | Arawak                      | 187              | Guainía                                  |
| Nutabe                           | -                                           | Castellano, Nutabe(†)      | Indoeuropea, Chibcha        | 178              | Antioquia                                |
| Kakua                            | Kakua                                       | Kakua                      | Makú                        | 147              | Vaupés                                   |
| Tanigua                          | Tinigua                                     | tinigua                    | Tinigua-pamigua             | 145              | Caquetá                                  |
| Yamalero                         | Mariposos                                   | Yamalero                   | Guahiba                     | 142              | Casanare                                 |
| Yaruro                           | Pumé                                        | Yaruro                     | Aislada                     | 136              | Casanare                                 |
| Betoye                           | Betoi, Jirarre, Jirarru                     | Castellano, Betoi(†)       | Indoeuropea, Aislada        | 127              | Arauca                                   |
| Taiwano                          | Eduria, Erulia                              | Taiwano                    | Tucana                      | 123              | Vaupés                                   |
| Yauna                            | Kamejeya, Yahuna, Yayuna                    | Yauna                      | Tucana                      | 105              | Amazonas                                 |
| Mapayerri                        | -                                           | Mapayerri                  | Aislada                     | 104              | Vichada                                  |
| Calima                           | -                                           | Castellano, Calima(†)      | Indoeuropea, No clasificada | 102              | Valle del Cauca                          |
| Quimbaya                         | -                                           | Castellano, Quimbaya(†)    | Indoeuropea, Chibcha        | 94               | Caldas · Risaralda                       |
| Tsiripu                          | -                                           | Tsiripu                    | Guahiba                     | 75               | Casanare                                 |
| Guariquema                       | -                                           |                            |                             | 62               | Guainía                                  |
| Panche                           | Tolima                                      | Castellano, Panche(†)      | Indoeuropea, No clasificada | 55               | Cundinamarca · Tolima                    |
| Makú                             | -                                           |                            | Makú                        | 50               | Guaviare                                 |
| Tairona                          | Tayrona                                     | Castellano, Tairona(†)     | Indoeuropea, Chibcha        | 43               | Cesar · La Guajira · Magdalena           |
| Jupda                            | Hupde, Yojup                                | Jupda                      | Makú                        | 33               | Vaupés                                   |
| Je'eruriwa                       |                                             |                            |                             | 29               | Amazonas                                 |
| Makaguaje                        | Airubain, Macaguaxe                         | Makaguaje                  | Tucana                      | 24               | Caquetá                                  |
| Chiricoa                         | -                                           | Chiricoa                   | Guahiba                     | 19               | Arauca                                   |
| Guanaca                          | -                                           | Guanaca                    | Barbacoana                  | 14               | Cauca                                    |
| Yari                             | -                                           | Yari                       | No clasificada              | 14               | Caquetá                                  |
| Chitarero                        | -                                           | Castellano, Chitarero(†)   | Indoeuropea, Chibcha        | 10               | Norte de Santander · Santander           |
| Juhup                            | Yuhupdeh, Macú-Yujup                        | Yuhup                      | Makú Nadahup                | 4                | Vaupés · Amazonas                        |
| Hupdu                            | Hupda, Hupdá-makú, Hupdə, Ubde              |                            | Makú                        | 1                | Amazonas                                 |
| Yuri (en aislamiento voluntario) | Aroje, Caraballo, Yacumo                    | Yuri                       | No clasificada              | 0                | Amazonas                                 |
| Otavaleño (indígenas de Ecuador) | -                                           | Kichwa                     | Quechua                     | 210              | -                                        |
| Maya (indígenas de Guatemala)    | -                                           | Maya                       | Maya                        | 65               | -                                        |
| Indígenas de Ecuador             | Indígenas de Ecuador                        | Indígenas de Ecuador       | Indígenas de Ecuador        | 1 088            | -                                        |
| Indígenas de Venezuela           | Indígenas de Venezuela                      | Indígenas de Venezuela     | Indígenas de Venezuela      | 157              |                                          |
| Indígenas de Perú                | Indígenas de Perú                           | Indígenas de Perú          | Indígenas de Perú           | 44               | -                                        |
| Indígenas de Brasil              | Indígenas de Brasil                         | Indígenas de Brasil        | Indígenas de Brasil         | 36               | -                                        |
| Indígenas de Panamá              | Indígenas de Panamá                         | Indígenas de Panamá        | Indígenas de Panamá         | 16               | -                                        |
| Indígenas de México              | Indígenas de México                         | Indígenas de México        | Indígenas de México         | 5                | -                                        |
| Indígenas de Colombia            | Indígenas de Colombia                       | Indígenas de Colombia      | Indígenas de Colombia       | 1 905 617        | Colombia                                 |

## Población indígena por departamento

Población indígena de Colombia por municipio en 2005.

Los departamentos con mayor proporción de indígenas son Vaupés, Guainía, Vichada, Amazonas, La Guajira y Cauca. Los departamentos de La Guajira, Cauca, Nariño, Córdoba y Sucre concentran aproximadamente dos tercios de los indígenas del país. La siguiente es una lista de la población indígena por departamento según el censo de 2018.
| Departamento             | Población indígena (2018) | % población departamental (2018) |
| ------------------------ | ------------------------- | -------------------------------- |
| Amazonas                 | 38 130                    | 57,7                             |
| Antioquia                | 37 628                    | 0,6                              |
| Arauca                   | 6 573                     | 2,7                              |
| Atlántico                | 39 061                    | 1,7                              |
| Bogotá, D. C.            | 19 063                    | 0,3                              |
| Bolívar                  | 5 204                     | 0,3                              |
| Boyacá                   | 7 151                     | 0,6                              |
| Caldas                   | 55 801                    | 6,0                              |
| Caquetá                  | 8 825                     | 2,5                              |
| Casanare                 | 6 893                     | 1,8                              |
| Cauca                    | 308 455                   | 24,8                             |
| Cesar                    | 51 233                    | 4,7                              |
| Chocó                    | 68 415                    | 15,0                             |
| Córdoba                  | 202 621                   | 13,0                             |
| Cundinamarca             | 9 949                     | 0,4                              |
| Guainía                  | 33 280                    | 74,9                             |
| Guaviare                 | 6 856                     | 9,4                              |
| Huila                    | 12 194                    | 1,2                              |
| La Guajira               | 394 683                   | 47,8                             |
| Magdalena                | 20 938                    | 1,7                              |
| Meta                     | 20 528                    | 2,2                              |
| Nariño                   | 206 455                   | 15,5                             |
| Norte de Santander       | 4 545                     | 0,3                              |
| Putumayo                 | 50 694                    | 17,9                             |
| Quindío                  | 2 883                     | 0,6                              |
| Risaralda                | 29 909                    | 3,6                              |
| San Andrés y Providencia | 20                        | 0,0                              |
| Santander                | 1 262                     | 0,1                              |
| Sucre                    | 104 890                   | 12,1                             |
| Tolima                   | 45 269                    | 3,7                              |
| Valle del Cauca          | 30 844                    | 0,8                              |
| Vaupés                   | 30 787                    | 81,7                             |
| Vichada                  | 44 578                    | 58,2                             |
| Colombia                 | 1 905 617                 | 4,4                              |

## Territorios indígenas
Los territorios indígenas, o resguardo indígenas, son áreas reservada para uso de los pueblos indígenas y gobernadas por un cabildo indígena. Estos territorios cubren un tercio del país.

### Territorios indígenas con mayor población
| Resguardo o territorio indígena | Pueblo indígena                                            | Departamento                   | Municipio                                                                                              | Población (2020) |
| ------------------------------- | ---------------------------------------------------------- | ------------------------------ | --- | ---------------- |
| Alta y Media Guajira            | Wayuú un                                                   | La Guajira                     | - Albania - Maicao - Manaure - Riohacha - Uribia                                                       | 276 309          |
| San Andrés de Sotavento         | Zenú                                                       | Córdoba · Sucre                | - Chimá - Palmito - Purísima de la Concepción - Sampués - San Andrés de Sotavento - Sincelejo - Tuchín | 54 110           |
| Kogui-Malayo-Arhuaco            | - Arhuaco - Kogui - Wiwa                                   | Cesar · La Guajira · Magdalena | - Aracataca - Ciénaga - Dibulla - Riohacha - San Juan del Cesar - Santa Marta - Valledupar             | 26 252           |
| Vaupés                          |                                                            | Vaupés                         | - Carurú - Mitú - Pacoa - Papunaua - Yavaraté                                                          | 23 773           |
| Arhuaco de la Sierra            | Arhuaco                                                    | Cesar · Magdalena              | - Aracataca - Ciénaga - Fundación - Pueblo Bello - Valledupar                                          | 21 383           |
| Ipiales                         | Pasto                                                      | Nariño                         | Ipiales                                                                                                | 18 897           |
| Selva de Mataven                | - Cubeo - Curripaco - Guahibo - Piapoco - Piaroa - Puinave | Guainía · Vichada              | - Cumaribo - Inírida                                                                                   | 18 020           |
| Tacueyó                         | Nasa                                                       | Cauca                          | Toribío                                                                                                | 15 315           |
| Jambaló                         | Nasa                                                       | Cauca                          | - Caloto - Jambaló                                                                                     | 14 674           |
| Cumbal                          | Pasto                                                      | Nariño                         | Cumbal                                                                                                 | 12 988           |
| Cañamomo-Lomaprieta             | Cañamomo                                                   | Caldas                         | - Riosucio - Supía                                                                                     | 12 685           |
| Unificado Chamí San Juan        | Chamí                                                      | Risaralda                      | - Mistrató - Pueblo Rico                                                                               | 12 464           |
| San Lorenzo de Caldono          | Nasa                                                       | Cauca                          | Caldono                                                                                                | 11 839           |
| Córdoba (Males)                 | Pasto                                                      | Nariño                         | Córdoba                                                                                                | 11 817           |
| Guambia                         | Misak                                                      | Cauca                          | Silvia                                                                                                 | 9 868            |
| Honduras                        | Nasa                                                       | Cauca                          | Morales                                                                                                | 9 672            |
| El Unuma                        | Guahibo                                                    | Meta · Vichada                 | - Cumaribo - Puerto Gaitán                                                                             | 9 614            |
| San Lorenzo                     | Chamí                                                      | Caldas                         | - Riosucio - Supía                                                                                     | 9 308            |
| San Francisco                   | Nasa                                                       | Cauca                          | Toribío                                                                                                | 8 577            |
| Kankuamo                        | Kankuamo                                                   | Cesar                          | Valledupar                                                                                             | 8 292            |
| Canoas                          | Nasa                                                       | Cauca                          | Santander de Quilichao                                                                                 | 7 752            |
| Okochi                          | Wayuú                                                      | La Guajira                     | Maicao                                                                                                 | 7 259            |
| Unido U'wa                      | U'wa                                                       | Boyacá · Norte de Santander    | - Chitagá - Cubará - Güicán - Toledo                                                                   | 6 840            |
| Toribio                         | Nasa                                                       | Cauca                          | Toribio                                                                                                | 6 837            |
| Predio Putumayo                 | - Bora - Ocaina - Uitoto                                   | Amazonas · Putumayo            | - El Encanto - La Chorrera - Puerto Alegría - Puerto Leguízamo - Puerto Santander                      | 6 745            |
| Pitayó                          | Nasa                                                       | Cauca                          | Silvia                                                                                                 | 6 583            |
| Mallama                         | Pasto                                                      | Nariño                         | Mallama                                                                                                | 6 532            |
| Yascual                         | Pasto                                                      | Nariño                         | Túquerres                                                                                              | 6 390            |
| Huellas                         | Nasa                                                       | Cauca                          | Caloto                                                                                                 | 6 260            |
| Tagami del Andagueda            | Catío                                                      | Chocó                          | Bagadó                                                                                                 | 6 181            |
| La Montaña                      | Chamí                                                      | Caldas                         | Riosucio                                                                                               | 6 178            |
| Muellamues                      | Pasto                                                      | Nariño                         | Guachucal                                                                                              | 6 039            |
| Kizgó                           | Misak                                                      | Cauca                          | Silvia                                                                                                 | 5 991            |
| Carlosama                       | Pasto                                                      | Nariño                         | Cuaspud                                                                                                | 5 734            |
| Guachucal                       | Pasto                                                      | Nariño                         | Guachucal                                                                                              | 5 726            |
| Cohetando                       | Nasa                                                       | Cauca                          | Páez                                                                                                   | 5 658            |
| Tigres y Munchique              | Nasa                                                       | Cauca                          | Santander de Quilichao                                                                                 | 5 427            |
| Panan                           | Pasto                                                      | Nariño                         | Cumbal                                                                                                 | 5 377            |
| Embera Katío del Alto Sinú      | Catío                                                      | Córdoba                        | Tierralta                                                                                              | 5 223            |
| Río Blanco                      | Yanacona                                                   | Cauca                          | Sotará                                                                                                 | 5 166            |
| Totoró                          | Totoró                                                     | Cauca                          | Totoró                                                                                                 | 5 065            |
| Guachicono                      | Yanacona                                                   | Cauca                          | La Vega                                                                                                | 5 017            |
| Chiles                          | Pasto                                                      | Nariño                         | Cumbal                                                                                                 | 5 010            |